# Institut national de l'audiovisuel
Institut national de l'audiovisuel (Ina) é uma instituição pública francesa, de caráter industrial e comercial, encarregada principalmente do arquivamento de produções audiovisuais. Também é responsável pela produção, edição, cessão de conteúdos audiovisuais e multimídia destinados a todos os públicos, profissionais ou particulares. O Ina é também um centro de formação e pesquisa que visa desenvolver e transmitir conhecimento nas áreas ligadas à produção audiovisual. É associado à Federação Internacional da Indústria Fonográfica - IFPI.